# Cryptachaea hirta
Cryptachaea hirta là một loài nhện trong họ Theridiidae.
Loài này thuộc chi Cryptachaea. Cryptachaea hirta được Władysław Taczanowski miêu tả năm 1873.